# Kraftwerk
I Kraftwerk (ˈkʁaftvɛɐ̯k; "centrale elettrica", in tedesco) sono un gruppo musicale tedesco di musica elettronica, formatosi a Düsseldorf nel 1970.
Sono considerati tra i pionieri della musica elettronica, il cui stile musicale ha influenzato la musica popolare della fine del XX secolo e ha determinato la nascita di nuovi generi musicali.
La formazione classica, che registrò la maggior parte degli album e che ottenne il maggiore successo, era composta dai fondatori Ralf Hütter e Florian Schneider con Karl Bartos e Wolfgang Flür che lasciarono il gruppo rispettivamente durante gli anni ottanta e novanta.

## Storia

### Esordi (1970-1973)
Il gruppo fu fondato nel 1970 da Ralf Hütter e Florian Schneider, due studenti del conservatorio di Düsseldorf che avevano appena lasciato gli Organisation, il gruppo dove militavano, con cui nel 1970 registrarono un album intitolato Tone Float prodotto da Conny Plank, futuro produttore dei primi album dei Kraftwerk.
Kraftwerk, il primo album del gruppo, venne registrato da luglio a settembre del 1970 e pubblicato lo stesso novembre. Registrato assieme ai percussionisti Andreas Hohmann e Klaus Dinger, seguirà la stessa scia di Tone Float con sonorità sperimentali proprie della musica krautrock. Nel 1971, poco dopo la registrazione dell'album, Ralf Hütter abbandonò il gruppo lasciando così Florian Schneider assieme al batterista Klaus Dinger e al chitarrista Michael Rother. Questa formazione avrà una durata piuttosto breve e conterà una sola apparizione in televisione durante il programma Beat Club della rete televisiva WDR il 22 maggio del 1971. Infatti alcuni mesi dopo Hütter ritornerà nel gruppo. In concomitanza con il ritorno di Hütter, abbandonarono Dinger e Rother per formare un nuovo gruppo chiamato Neu! (in italiano nuovo!). Nel giro di una settimana i Kraftwerk, ora formati solo da Hütter e Schneider con la collaborazione di Emil Schult al basso, registrarono il loro secondo album pubblicato nel gennaio del 1972 con il nome di Kraftwerk 2. L'album segue lo stesso stile musicale del precedente, con sonorità krautrock arricchite però dall'utilizzo, per la prima volta nella storia del gruppo, di strumenti elettronici.

### Da duo a quartetto (1973-1974)
Il 1973 si rivelò un anno cruciale per il gruppo. Infatti viene assunto come collaboratore grafico il pittore Emil Schult, ex collaboratore del gruppo nell'album precedente, il cui stile ispirerà il gruppo per quanto riguarda l'estetica degli album. Il gruppo aprì un proprio studio di registrazione chiamato Kling Klang, dal titolo di un brano dell'album Kraftwerk 2, in cui registrarono il loro terzo album intitolato Ralf & Florian, nei cui brani incomincia a comparire in modo più massiccio l'elettronica, dopo le sperimentazioni degli album precedenti. Contemporaneamente avvenne un'ulteriore svolta all'interno del gruppo: furono infatti scoperti i ritmi sintetici, eseguiti con particolari percussioni a pad costruite dal neo assunto Wolfgang Flür e brevettate da loro stessi (Ralf e Florian), e venne allargata la formazione, precedentemente limitata a Hütter e Schneider: entrarono infatti il summenzionato Wolfgang Flürolfgang Flür (un talentuoso percussionista), e Klaus Roeder (chitarrista e violinista). Con la nuova formazione i Kraftwerk, dopo sei mesi di lavoro, pubblicarono nel novembre del 1974 Autobahn, che segnò la svolta definitiva da parte del gruppo verso quel genere di musica che ancora oggi li contraddistingue. In seguito al successo di quest'ultima pubblicazione, la formazione iniziò a promuoversi all'estero pubblicando, parallelamente ai loro album cantati in tedesco, edizioni cantate in inglese.

### Il grande successo (1975-1981)

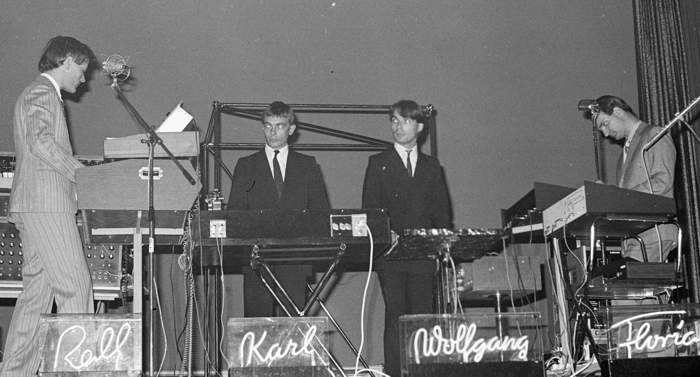
Kraftwerk (1976): Ralf Hütter, Karl Bartos, Wolfgang Flür e Florian Schneider.

Nei primi mesi del 1975 i Kraftwerk, rimasti in tre dopo l'abbandono di Klaus Roeder prima del termine delle registrazioni di Autobahn, partirono per un tour in diverse città europee e statunitensi a motivo del successo del loro ultimo album. Durante questo tour, su suggerimento di Wolfgang Flür, al gruppo si arruolò il giovane percussionista Karl Bartos. Venne così a crearsi la formazione storica del gruppo. Nell'ottobre dello stesso anno, il gruppo pubblicò l'album Radio-Aktivität contenente il celebre brano omonimo. Nei tre anni successivi vennero pubblicati altri album importanti quali i due concept Trans Europa Express, pubblicato nel 1977, e il più orecchiabile Die Mensch-Maschine. Nel maggio del 1981 i Kraftwerk, in pieno boom dei computer, pubblicarono Computerwelt.

### Electric CaféeThe Mix(1982-1998)
Nel 1982, sulla scia del successo dell'album Computer World, il gruppo avviò un nuovo progetto in studio intitolato Techno Pop da cui verrà estratto alcuni mesi dopo un singolo intitolato Tour de France, dedicato all'omonima gara ciclistica. Tuttavia il progetto Techno Pop si interruppe subito dopo la pubblicazione del singolo, a causa di un grave incidente in bicicletta occorso a Ralf Hütter che rimarrà in coma per un breve periodo.
L'album vide la luce solamente quattro anni dopo, nel dicembre del 1986, con il nome di Electric Café. Il disco, primo album dei Kraftwerk ad essere registrato con la tecnologia digitale, non riscosse lo stesso successo degli album precedenti e in Germania raggiunse solo la ventitreesima posizione. L'anno successivo il percussionista Wolfgang Flür lasciò il gruppo per essere sostituito da Fritz Hilpert: nel febbraio 1990, dopo 9 anni di assenza dalla scena, la nuova formazione debuttò in Italia con un tour di 4 date; il 7 febbraio a Bologna, l'8 a Padova, il 9 a Grassina ed infine l'11 a Genova. Durante il tour, il gruppo sperimentò con le nuove apparecchiature e con i nuovi mix digitali (creati durante gli anni di pausa dai tour) dei loro più celebri brani; tuttavia, ne vennero presentati dei nuovi.
L'11 febbraio 1990 Karl Bartos si esibì a Genova con i Kraftwerk per l'ultima volta. 
Nell'estate 1990, venne dato il via alle registrazioni di un nuovo album, all'inizio delle quali anche Karl Bartos abbandonerà il gruppo.
L'album venne pubblicato infine nel giugno del 1991 con il nome The Mix, una raccolta di alcuni dei successi del gruppo realizzati con l'ausilio della tecnologia digitale. Per promuovere l'album, fu intrapreso un tour durante il quale fu reclutato, per sostituire Karl Bartos, il portoghese Fernando Abrantes e in seguito Henning Schmitz che rimarrà in pianta stabile nel gruppo.
Dopo il tour di The Mix il gruppo smise di incidere album e inizierà a esibirsi sporadicamente. Di questo periodo si segnalano alcune tournée tra cui una nelle Americhe nel 1998, ed una in Giappone nello stesso anno.
In questo decennio, la band iniziò a focalizzarsi sempre di più sul mantenimento della propria reputazione sulla scena, proponendo grosso modo lo stesso repertorio durante i vari tour degli anni '90, cambiando solo di volta in volta apparecchiature, abiti da concerto e, a volte, alcune proiezioni video.

### Expo 2000e il ritorno in scena (1999-2005)

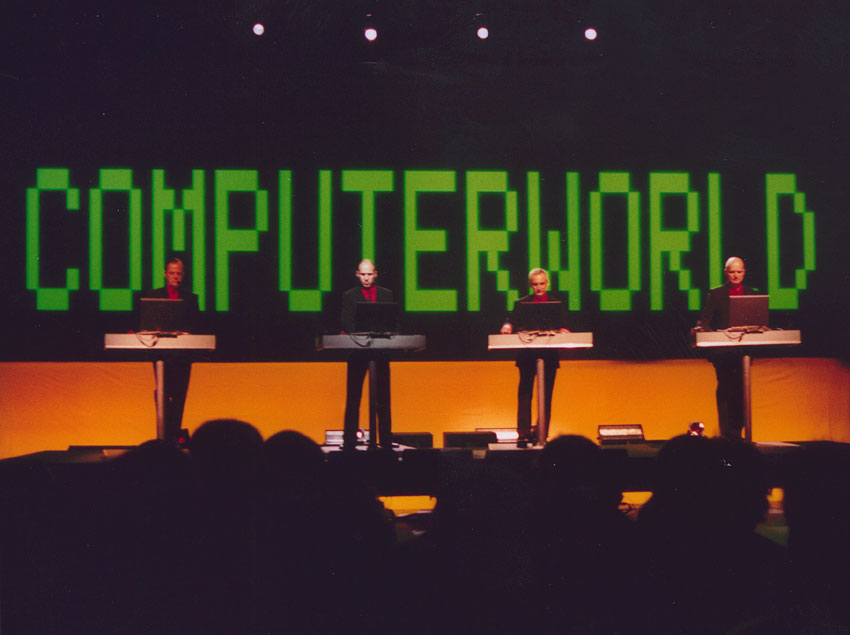
I Kraftwerk durante il Minimum-Maximum Tour

Nel 1999, i Kraftwerk decisero di interrompere la loro pausa musicale pubblicando un singolo intitolato Expo 2000, omaggio all'omonima esposizione universale tenutasi ad Hannover nel 2000. Lo stesso singolo verrà ripubblicato l'anno seguente con il titolo di Expo 2000 Remix con sei nuove versioni del brano remixate dai principali DJ della scena techno di Detroit.
Nel 2002, dopo quattro anni di assenza, i Kraftwerk ripresero la loro attività dal vivo introducendo per la prima volta la strumentazione costituita da computer portatili Sony VAIO,  mentre alla fine del tour, all'inizio del 2003, il gruppo pubblicò una ristampa del singolo Tour de France, da cui sarà ricavato anche un videoclip. Nell'estate del 2003, in concomitanza con il centesimo anniversario dell'omonima corsa ciclistica, i Kraftwerk pubblicarono un nuovo album in studio a diciassette anni dall'ultimo, Tour de France Soundtracks a cui seguirà, a partire dal febbraio del 2004, una tournée mondiale da cui sarà ricavato Minimum-Maximum, primo album dal vivo ufficiale del gruppo pubblicato nel giugno del 2005. Nel dicembre dello stesso anno venne pubblicato inoltre il primo video ufficiale dei Kraftwerk, intitolato sempre Minimum-Maximum, contenente registrazioni delle esibizioni del gruppo durante la tournée e un'esibizione agli MTV Video Music Awards del 2003.

### L'addio di Schneider (2005-2010)

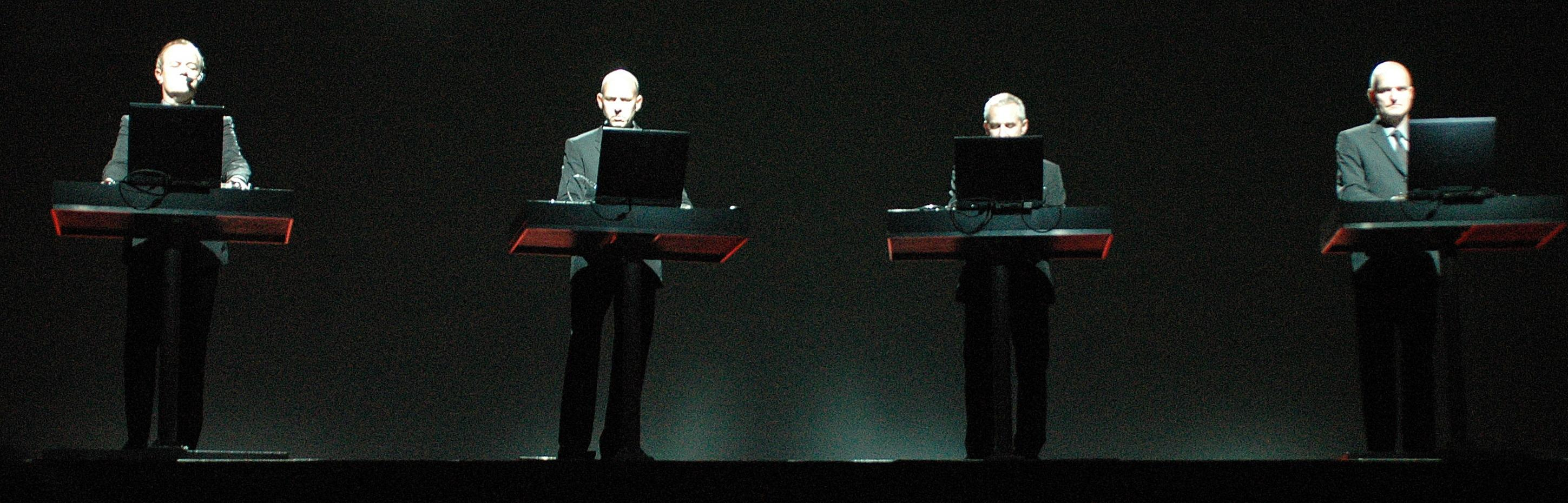
I Kraftwerk in concerto a Ferrara nel 2005

Dopo il 2005 i Kraftwerk continuarono a esibirsi dal vivo in diverse parti d'Europa facendo una pausa nel 2007, anno in cui venne pubblicato un nuovo singolo contenente un remix dei brani Aerodynamik e La Forme. All'inizio del 2008 il gruppo si esibì in quattro concerti negli Stati Uniti, a cui Florian Schneider però non prese parte per cause non chiarite; in seguito Hütter dichiarerà che Schneider era impegnato in altri progetti comunque correlati al gruppo. In tale circostanza, Schneider fu sostituito dal video operatore Stefan Pfaffe. A partire dal 21 novembre, Pfaffe prese definitivamente il posto di Schneider che abbandonò il gruppo dopo trentotto anni di militanza.

### I concerti 3D, il nuovo album e la morte di Schneider (2011-presente)

I Kraftwerk in concerto a Düsseldorf nel 2013

Dall'inizio del 2011 i Kraftwerk furono impegnati in una serie di concerti, di cui alcuni anche al MoMA di New York e uno in Italia all'Arena di Verona. La principale novità fu l'evento Retrospective, poi riproposto in altre occasioni, che consisteva in una batteria di concerti, per otto sere consecutive, con un'esibizione al giorno totalmente dedicata ad un album alla volta. Nel 2012, i Kraftwerk furono nominati per la Rock and Roll Hall of Fame del 2013, ma persero assieme a Chic, Deep Purple, Joan Jett & The Blackhearts, The Marvelettes, The Meters, N.W.A, Paul Butterfield Blues Band e Procol Harum in favore di Albert King, Donna Summer, Heart, Public Enemy, Randy Newman e Rush. Nel giugno del 2013 Ralf Hutter annunciò un nuovo album in lavorazione. La formazione di Düsseldorf venne rinominata per la Rock and Roll Hall of Fame del 2015 e del 2017.
Nel 2017 uscì il cofanetto 3-D The Catalogue, pubblicato in più edizioni (Blu-ray, vinili e CD) che comprende i loro otto dischi interamente eseguiti dal vivo. La versione blu-ray comprende i video digitali in 3-D che accompagnano gli attuali concerti dal vivo; questo cofanetto non è da confondere con un altro (The Catalogue) pubblicato nel 2009 che invece raccoglie gli otto album nella versione originale, seppur remixati. 3-D The Catalogue fu premiato ai Grammy Award per il miglior album di musica elettronica e dance.
Il 21 aprile 2020 muore il fondatore Florian Schneider all'età di 73 anni, dopo una breve lotta contro il cancro. L'annuncio viene dato dallo storico amico e co-fondatore Ralf Hütter il 6 maggio successivo. I due membri Karl Bartos e Wolfgang Flür proprio nelle ultime interviste parlarono di come avevano ripreso i contatti con Florian negli ultimi anni.
Il 27 luglio 2024, al Fuji Rock Festival di Naeba, i Kraftwerk hanno suonato per la prima volta dal vivo una cover di un brano in onore del musicista Ryūichi Sakamoto, morto nel 2023 e con cui Hütter era amico dal 1981. I Kraftwerk hanno suonato il brano Merry Christmas Mr Lawrence di Sakamoto e lo hanno seguito con Radioactivity, di cui Sakamoto ha scritto il testo in giapponese nel 2012.

## Stile musicale
Gruppo ispirato al minimalismo e alla musica colta di Stockhausen, i Kraftwerk si distinguono per lo stile volutamente freddo e in qualche modo vicino all'estetica futurista. Le loro sonorità ritmiche e robotiche li hanno resi importanti antesignani di innumerevoli tendenze della musica elettronica, quali la techno, la musica house e la musica industriale, e dell'hip hop, nonché gli inventori del cosiddetto "techno pop": un genere che sarebbero andati a definire con Autobahn (1974), l'album della loro svolta "commerciale". Il gruppo definisce il suo stile musicale come robot pop mentre AllMusic li fa anche entrare nel novero dei gruppi del proto-punk, del rock sperimentale e dell'indie rock.
Tuttavia la musica dei Kraftwerk è frutto di un'evoluzione. Con i primi due omonimi album del 1970 e del 1972, lo stile della formazione è vicino alla musica cosmica tedesca e sarebbe "ispirato ad angoscianti realtà metropolitane, con ostiche sonorità ai confini del rock". Dopo l'album di transizione Ralf and Florian (1973) il gruppo prende le distanze dal krautrock delle origini per avvicinarsi al rock elettronico con Autobahn, caratterizzato da un sound più personale. Il primo album interamente elettronico è però Radio-Aktivität (1975) che segna un momentaneo e parziale riavvicinamento all'avanguardia dei primi dischi. Il successivo e più ballabile Trans-Europe Express (1977) è considerato un altro capitolo importantissimo nella discografia dei Kraftwerk che accosta pop e musica concreta, mentre Il seguente The Man Machine (1978) "riprende e attualizza le migliori invenzioni dei primi Kraftwerk ultra sperimentali e lancia in orbita un'inedita forma di technopop ad alto quoziente di aristocrazia dandy". In dischi più recenti quali Computer World (1981) ed Electric Café (1986) il gruppo di Düsseldorf si avvicina alla dance minimale.

## Formazione

### Formazione attuale
- Ralf Hütter – voce, tastiera, sintetizzatore, vocoder (1969-1971, 1972-presente)
- Henning Schmitz – sintetizzatore, tastiera, drum machine (1991-presente)
- Falk Grieffenhagen – proiezioni video (2012-2022), percussioni elettroniche (2023-presente)
- Georg Bongartz – proiezioni video (2023-presente)

### Ex componenti
- Florian Schneider – sintetizzatori, vocoder, flauto traverso, voce (1969-2008)
- Karl Bartos – tastiere, sintetizzatori, percussioni elettroniche, voce (1975-1990)
- Wolfgang Flür – percussioni elettroniche (1973-1987)
- Emil Schult – basso (1971)
- Klaus Roeder – violino, chitarra, percussioni elettroniche (1973-1974)
- Michael Rother – chitarra
- Klaus Dinger – percussioni
- Stefan Pfaffe – proiezioni video
- Fernando Abrantes – sintetizzatore, percussioni
- Andreas Hohmann – percussioni
- Plato Kostic – basso
- Eberhard Kranemann – basso
- Thomas Lohmann – percussioni
- Houschäng Néjadepour – chitarra
- Peter Schmidt – percussioni
- Charly Weiss – percussioni
- Fritz Hilpert – percussioni elettroniche, drum machine (1989-2023)

## Discografia

### Album in studio
- 1970 – Kraftwerk
- 1971 – Kraftwerk 2
- 1973 – Ralf & Florian
- 1974 – Autobahn
- 1975 – Radio-Aktivität
- 1977 – Trans Europa Express
- 1978 – Die Mensch Maschine
- 1981 – Computerwelt
- 1986 – Electric Café
- 1991 – The Mix
- 2003 – Tour de France Soundtracks

### Album di remix
- 2020 – Remixes

### Album dal vivo
- 2005 – Minimum-Maximum
- 2017 – 3-D The Catalogue